# Pepila madurensis
Pepila madurensis es una especie de insecto coleóptero de la familia Chrysomelidae. Fue descrita científicamente en 2004 por Biondi & D'Alessandro.